# Bàn chải đánh răng

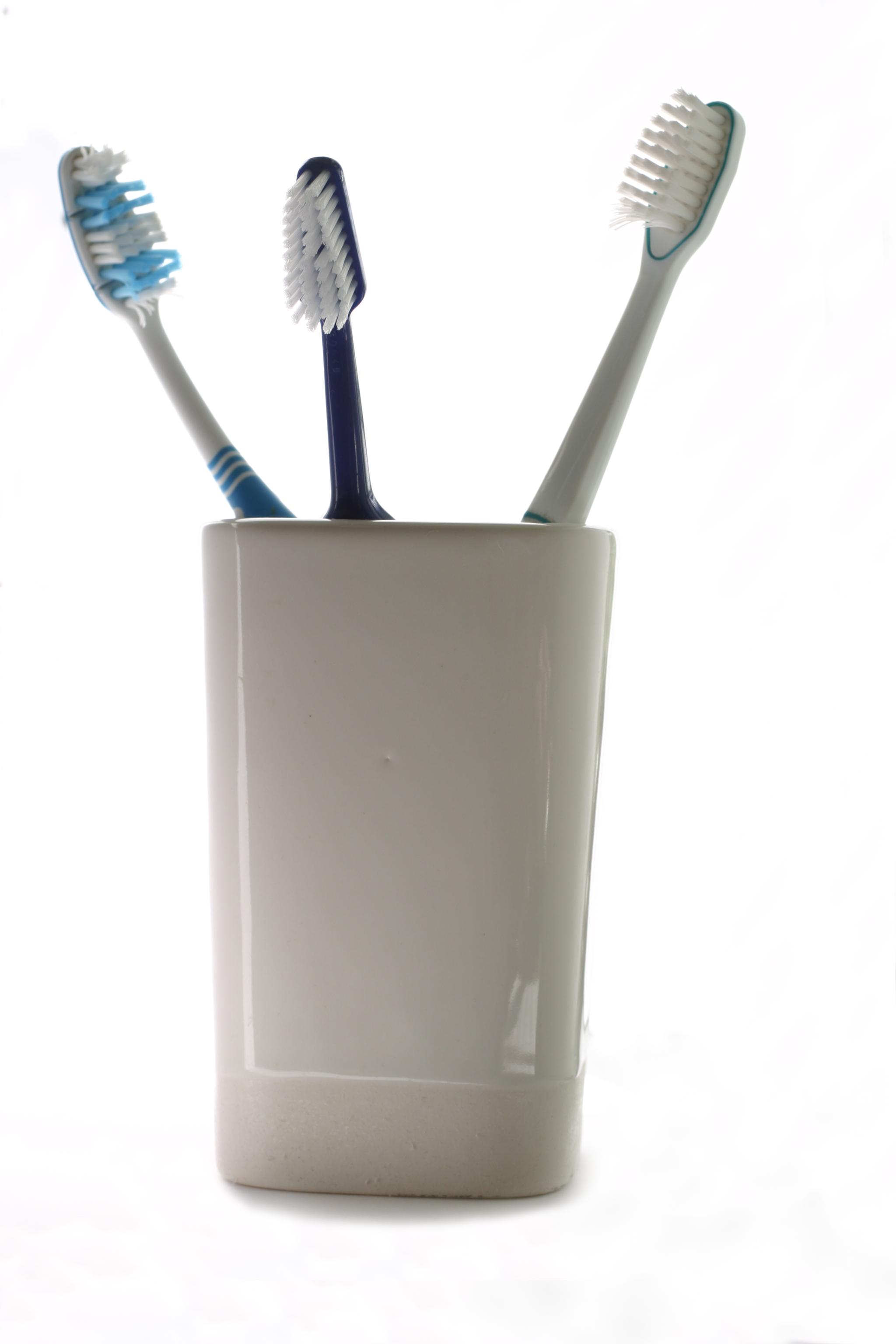
Ba chiếc bàn chải đánh răng

Bàn chải đánh răng (hay còn gọi là Bót đánh răng do phiên âm từ chữ brosse trong tiếng Pháp) là một dụng cụ được sử dụng để làm sạch răng, nó gồm có một chổi nhỏ gắn liền trên một cán. Thông thường, thuốc đánh răng còn có chứa thêm chất flo để giúp làm sạch răng hơn. Đa số các nha sĩ khuyến cáo người dùng nên chọn loại bàn chải có nhẵn "Mềm" để tránh làm hư hại men và nướu răng. Vì thế ngày nay, hầu hết bàn chải đánh răng được thiết kế lông dạng đầu tròn, sợi lông mềm, nhiều kích thước và hình dạng khác nhau.

## Lịch sử

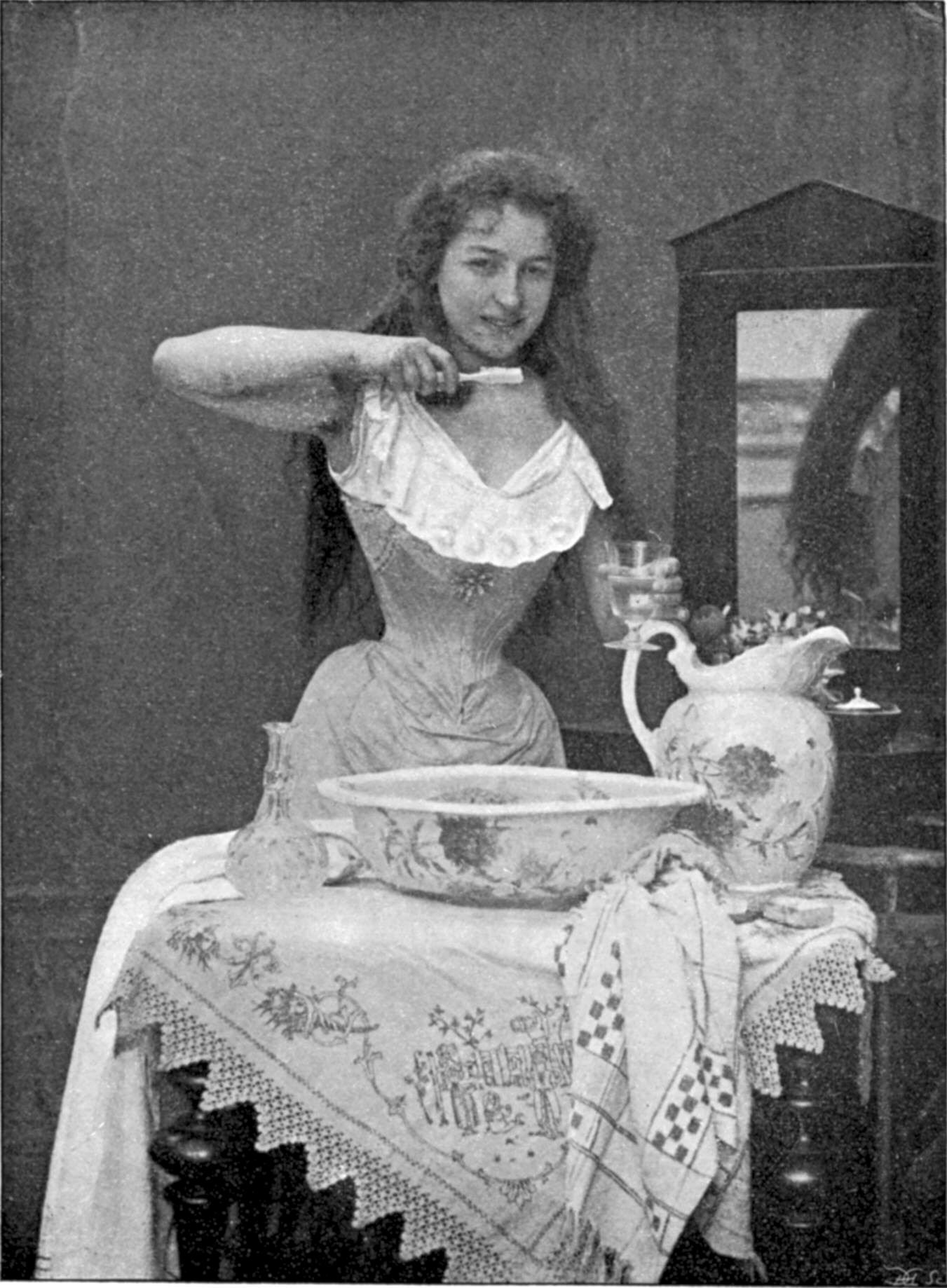
Bức ảnh năm 1899 chỉ cách sử dụng bàn chải.

Sự đa dạng về dụng cụ vệ sinh răng miệng đã có trước cả khi lịch sử được ghi lại. Điều này đã được kiểm chứng nhờ rất nhiều những khai quật thành công ở khắp mọi nơi trên thế giới, trong đó que nhai, cành cây, lông chim, xương động vật và lông nhím đã được phát hiện.
Mọi người sử dụng các loại bàn chải đánh răng khác nhau. Y học của Ấn Độ đã sử dụng cây neem (còn gọi là. daatun) và từ đó chế ra một loại bàn chải đánh răng mà nó đã được sử dụng trong nhiều thiên niên kỉ. Người ta nhai phần ngọn của một cành cây neem cho đến khi nó dường như đủ mảnh để làm lông của một bàn chải đánh răng, rồi sau đó sử dụng nó để chải răng. Ở thế giới hồi giáo, miswak, hay siwak, được tạo ra một cành hoặc rễ cây có tính chất khử trùng, đã được sử dụng rộng rãi kể từ thời kỉ hoàng kim của đạo Hồi. Đánh răng bằng soda hoặc bằng phấn cũng đã từng rất phổ biến.
Chiếc bàn chải đánh răng đầu tiên có hình dạng gần giống như ngày nay được tin là đã được tạo ra đầu tiên tại Trung Quốc vào khoảng cuối thập niên năm 1400, nó đã có lông cứng lấy từ cổ lợn, được gắn trên một khúc tre.
William Addis ở Anh được tin là đã tạo ra bàn chải có thể sản xuất hàng loạt đầu tiên vào năm 1780. Năm 1770, ông bị bỏ tù vì tội gây rối trật tự. Trong tù, ông đã quyết định phương pháp đánh răng – chà một miếng giẻ nhỏ vào răng cùng với muối và nhọ nồi(soot) – cần được thay đổi. Nên ông lấy một mẩu xương động vật nhỏ, đục vào đó vài cái lỗ nhỏ, xin một vài sợi lông từ người lính gác. Ông buộc chúng lại thành các búi sau đó luồn chúng qua những cái lỗ trên cục xương và dán chúng lại. Ông sớm trở nên ốm yếu. Ông mất vào năm 1808 và để lại công ty cho người con cả, William II.
Bằng sáng chế bàn chải đầu tiên được trao cho H. N. Wadsworth năm 1857 (Bằng sáng chế của MĨ No. 18.653) ở Hoa Kỳ, nhưng dây chuyền sản xuất ở Mĩ lại phải đến năm 1885 mới bắt đầu. Thiết kế nâng cao hơn có tay cầm làm bằng xương với những cái lỗ được khoan và gắn vào lông lợn lòi Xi-Bia. Lông lợn lòi không phải là một vật liệu quá lý tưởng, nó giữ lại vi khuẩn, nó không được khô cho lắm, lông thường tuột khỏi bàn chải. Nó không được sử dụng cho đến Chiến tranh thế giới thứ II, tuy thế, khái niệm về việc đánh răng lại thức sự được năm bắt ở Mĩ, bởi vì nó dường như đã trở thành một phần trách nhiệm của người lính Mĩ để vệ sinh răng của họ. Nó là một bài thực hành mà họ đã mang trở về nhà sau khi chiến tranh kết thúc. 
Lông tự nhiên (từ lông động vật) được thay thế bằng sợi tổng hợp, thường là sợi nylon, bởi DuPont năm 1938. Bàn chải sử dụng sợi nylon đầu tiên được bán lần đầu vào ngày 24 tháng 2 năm 1938. Chiếc bàn chải điện đầu tiên, Broxodent, được giới thiệu bởi công ty Bristol-Myers (giờ là Bristol-Myers Squibb) vào năm 1959.
Vào tháng 1 năm 2003, bàn chải đánh răng được chọn đứng vị trí số một trong những phát minh mà không thể thiếu đối với cuộc sống của người Mỹ, vượt qua cả điện thoại di động, máy tính, xe ôtô, và lò vi sóng theo Lemelson-MIT chỉ số phát minh.

## Sử dụng

### Lựa chọn bàn chải
Cùng với sự phát triển kinh tế là việc xuất hiện nhiều thương hiệu cho người tiêu dùng bình chọn. Tuy vào mỗi thương hiệu lại đưa ra các dấu hiệu nhận biết riêng để lựa chọn bàn chải đánh răng, tuy nhiên, có một số lời khuyên chung cho nhiều loại sau:
- Sử dụng bàn chải mới, dùng riêng cho mỗi người một bàn chải. Nếu phải dùng bàn chải đã qua sử dụng thì nên chọn chiếc sạch, không có mùi hôi thối, lông bàn chải phải có màu đồng đều.
- Kích cỡ vừa miệng, không quá bé, quá to
- Lông bàn chải phải mềm, độ cứng vừa phải đảm bảo đàn hồi.
- Nên thay bàn chải định kỳ theo đúng tiêu chuẩn nhà sản xuất.
- Một số hàng sản xuất bàn chải nổi tiếng tại Việt Nam.

+ Bàn chải đánh răng PS
+ Bàn chải đánh răng Colgate.
+ Bàn chải đánh răng Close up
+ và một số hãng khác.

### Cách đánh răng
- Nên đánh răng ngay sau khi ăn, trước và sau khi ngủ.
- Sử dụng lực vừa phải tránh rách lợi, mòn men răng
- Không kéo ngang bàn chải, nên đưa lên và xuống theo chiều răng hoặc xoay tròn.
- Đánh răng đủ cả năm mặt: mặt nhai, mặt ngoài (gần má), mặt trong (giáp với lưỡi) và hai mặt bên giáp với hai răng bên cạnh (khuyến khích làm sạch hai mặt này bằng chỉ nha khoa)

|  |  |

## Bàn chải điện

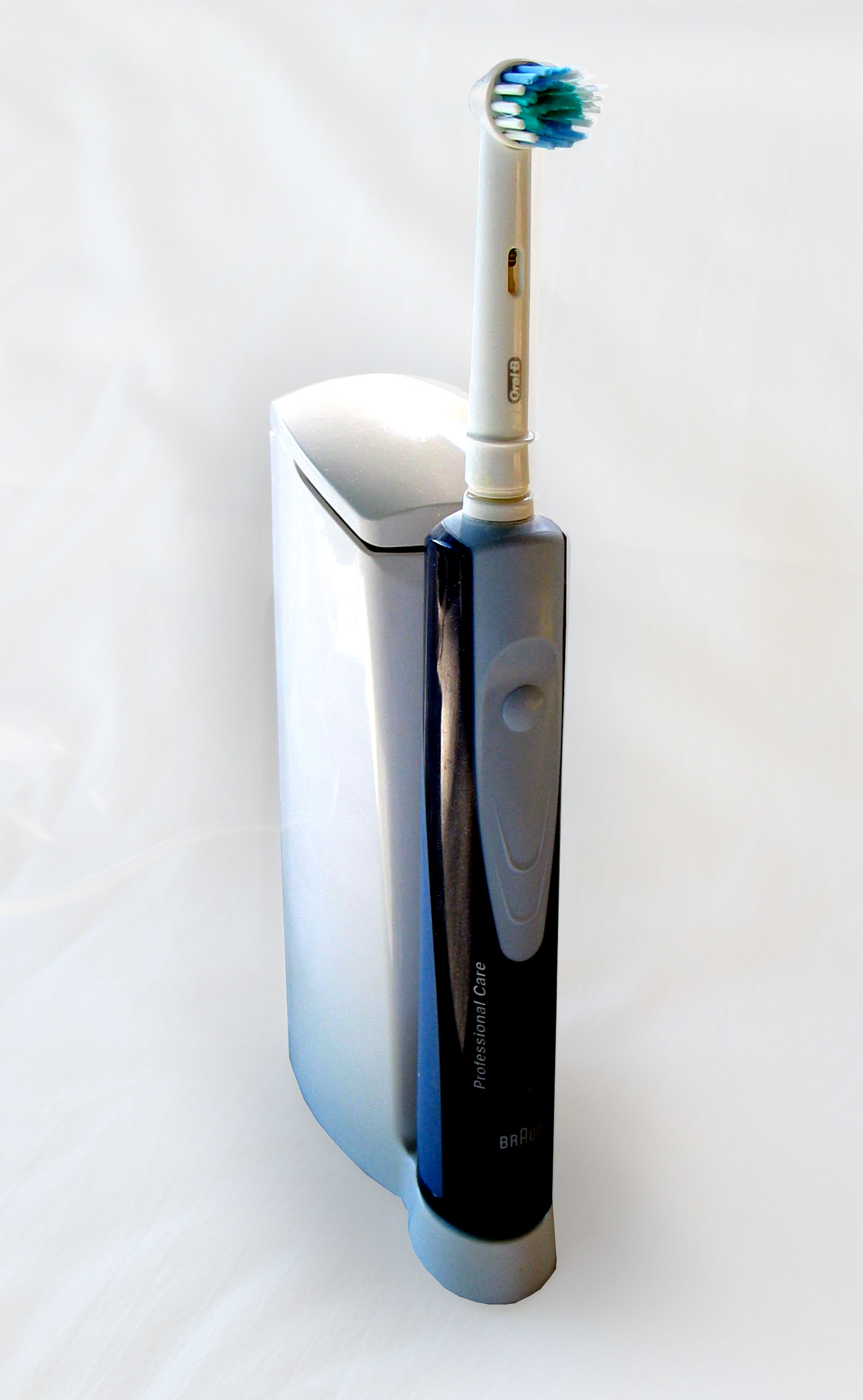
Bàn chải điện (với bộ sạc)

Chiếc bàn chải đánh răng chạy bằng điện đầu tiên được tạo ra vào năm 1939 tại Scotland, nhưng phải đến thập kỉ 60 chúng mới bắt đầu xuất hiện, được biết đến là  trong các siêu thị mở, khi đó nó được bán ở Hợp chúng quốc Hoa Kỳ bởi Bristol-Myers Squibb|Squibb.  Vào 1961, General Electric giới thiệu loại bàn chải sạc không dây tự chuyển động lên xuống khi hoạt động.
Năm 1987, bàn chải quay sử dụng tại nhà, Interplak, xuất hiện tại các cửa hàng công cộng.  Có rất nhiều các loại bàn chải đa dạng sử dụng công nghệ này.